# Bing Xin
Bing Xin (en caracteres chinos: 冰心; en pinyin: Bīng Xīn, nombre real Xie Wanying (謝婉瑩) (Fuzhou, 5 de octubre de 1900-Pekín, 28 de febrero de 1999) fue una escritora, traductora y poeta china. Muchas de sus obras fueron escritas para jóvenes lectores. Fue presidenta de la Federación China de Círculos Literarios y Artísticos. Su seudónimo Bing Xin (literalmente "Corazón de hielo") significa un corazón moralmente puro, y está tomado de un verso de un poema de Wang Changling de la dinastía Tang. 
Fue a la Universidad Yenching de Pekín y al Colegio Wellesley en los Estados Unidos. Fue profesora en varias universidades chinas y durante un año en Tokio. Fue vicepresidenta de la Federación China de Alfabetización y Círculos Artísticos. 

## Biografía
Nacida el 5 de octubre de 1900 en Fuzhou, se trasladó a Shanghái en mayo de 1901 y en 1903 se trasladó a Yantai（烟台) con su padre, donde pasó ocho años de su feliz y colorida infancia. En 1913, se trasladó a Pekín con su padre y, en 1914, se matriculó en la escuela eclesiástica de Pekín, Beiman Girls' High School（北京教会学校贝满女中）.
En 1918, se matriculó en el departamento de ciencias de la Universidad Femenina de Xiehe （协和女子大学理科) y empezó a aspirar a ser doctora. Más tarde, influida por el Movimiento del Cuatro de Mayo y el Movimiento de la Nueva Cultura, cambió sus estudios al departamento de literatura y fue elegida secretaria del sindicato estudiantil, uniéndose al movimiento estudiantil. Durante este periodo, escribió una novela titulada "Estoy sola", una colección de poemas titulada "Estrella próspera - Agua de manantial" y un relato corto titulado "Superhombre".
En 1923, ingresó en la Universidad de Yanjing（燕京大学). Tras licenciarse, fue a estudiar literatura inglesa al Wellesley College de Boston (EE. UU.), especializándose en estudios literarios. En 1926, regresó a China con un máster en literatura e impartió clases en la Universidad de Yanjing（燕京大学), la Escuela Superior Femenina de Artes y Ciencias de Beiping（北平女子文理学院) y el Departamento de Literatura China de la Universidad de Tsinghua. En 1929, tras casarse, viajó a Europa y Estados Unidos, visitando Japón, Estados Unidos, Francia, Inglaterra, Italia, Alemania y la Unión Soviética en numerosas ocasiones.
Durante la Guerra Antijaponesa（抗日战争), escribió "Sobre las mujeres" bajo el seudónimo de "Hombres" en Chongqing. Tras ganar la guerra, viajó a Japón en 1946 para dar conferencias en el Instituto Oriental y la Universidad de Tokio, donde fue la primera profesora extranjera, y publicó algunos artículos breves en la prensa local.
En septiembre de 1994, Bing Xin ingresó en el Hospital de Pekín debido al debilitamiento de su corazón; su estado se deterioró y falleció en el Hospital de Pekín el 13 de febrero de 1999 a la edad de 99 años.

## Características
Novelas
A la hora de retratar a los personajes, Bing Xin no suele emplear tinta y color pesados, ni tampoco talla finamente, sino que se limita a esbozar.
En cuanto a la expresión artística, es buena dibujando y utilizando técnicas líricas. En sus obras, a veces expresa sus emociones directamente en la voz del narrador, mientras que otras veces revela el estado de ánimo subjetivo del autor a través del lenguaje de los personajes o de sus actividades psicológicas, lo que confiere a las novelas un fuerte tono lírico.
A menudo se prefiere la técnica narrativa en primera persona. Esto hace que el lector sienta que todo lo que ocurre en la novela es fiel a la realidad, con una sensación de realismo e intimidad.
En cuanto a la estructura de la novela, la mayoría utiliza un marco estructural bi-direccional, que refleja el formato de la otra.
Las actividades de los personajes suelen desarrollarse a primera hora de la mañana, al atardecer y en noches de luna; las escenas se sitúan a la orilla del mar, en el lago, en parques, en la montaña y en barcos; la belleza de los personajes y la del entorno se mezclan con la descripción de paisajes naturales.
Prosas
La prosa de Bing Xin, que abarca una amplia gama de temas, refleja gráficamente ciertos aspectos de la turbulenta y compleja vida social china del siglo pasado a través de sus propias experiencias. En la prosa de Bing Xin se pueden ver las trágicas escenas del imperialismo, el feudalismo y la opresión y violación del pueblo chino por la clase burocrática compradora en la vieja China semicolonial y semifeudal, así como imágenes del pueblo heroico y los jóvenes patrióticos que se alzan en resistencia y lucha heroica. Al mismo tiempo, los temas de la prosa de Bing Xin se extienden a la historia, la geografía, la cultura y las costumbres de muchos países del mundo, así como a los sufrimientos y las luchas de la gente.
En el proceso de creación de la prosa, se presta especial atención a la expresión literal de los sentimientos. A menudo, su propia psicología estética y sus ideales estéticos se expresan con la ayuda de puntos de paisajes naturales.
Literatura infantil
La literatura infantil de Bing Xin está llena de amor y esperanza para niños y jóvenes. Bing Xin parte de las características de los niños, pone la educación al servicio del amor y utiliza la emoción. Utiliza el estilo de hablar a los niños y al corazón de los niños, y emplea un tono amable y eufemístico para describir lo que ha visto en su propia vida y cómo se siente al respecto. Con ideas sutiles y escenas vívidas, expresa el amor a la patria, educa a niños y adolescentes en el patriotismo y les inspira orgullo nacional y autoestima.

## Obra
Poemario
1923, Agua de primavera (Chunshui).
1923, Estrellas (Fanxing)
1943, Poemario de Bing Xin (Shiji)
Prosa
1943, Acerca de las mujeres (Guanyunvren).
1943, Colección de prosa de Bing Xin (Sanwenji)
1945, Regresar al sur (Nangui)
1958, Después de volver (Guilaizhihou).
1960, Despertamos la primavera (Womenbachuntianchaoxingle)
1962, Flor de cerezo (Yinhuaji).
Novelas
1920, Superhombre (Chaoren).
1935, Chica Doe (Dongerguniang).
1956, Diario de vacaciones de verano de Tao Qi (Shujiariji).
1987, Tía (Gugu).
Traducciones
1929, Pájaros perdidos ——— Rabindranath Tagore.
1931, El profeta——— Gibran Jalil Gibran
1955, Gitanjali ——— Rabindranath Tagore.
1958, Poemas seleccionados de Tagore ——— Rabindranath Tagore.
1959, Colección de obras dramáticas de Tagore ——— Rabindranath Tagore.

## Premios y reconocimientos
Condecorada con la Orden Nacional del Cedro (Líbano, aprobada en marzo de 1995, concedida en el Hospital de Pekín en 1997, actualmente en el Museo de Literatura Bing Xin)
Existe un Museo de Literatura de Bing Xin en Changle, provincia de Fujian.
El Premio de Literatura Infantil Bing Xin (冰心兒童文學新作獎) lleva su nombre en su honor. Su hija Wu Qing sigue colaborando con el premio.